# جون إدغار كولويل هيرن
جون إدغار كولويل هيرن هو صحفي وكاتب ومؤلف كندي، ولد في 4 فبراير 1926 في مونتريال في كندا، وتوفي في 12 ديسمبر 1994 في كندا.